# Literatura de la dècada del 1970 als Estats Units

## Best sellersde la dècada als Estats Units[1]

### Any1970
Ficció

1. Love Story, Erich Segal
2. The French Lieutenant's Woman, John Fowles
3. Islands in the Stream, Ernest Hemingway
4. The Crystal Cave, Mary Stewart
5. Great Lion of God, Taylor Caldwell
6. QB VII, Leon Uris
7. The Gang That Couldn't Shoot Straight, Jimmy Breslin
8. The Secret Woman, Victoria Holt
9. Travels with My Aunt, Graham Greene
10. Rich Man, Poor Man, Irwin Shaw

No Ficció 

1. Everything You Always Wanted To Know About Sex but Were Afraid To Ask, David Reuben
2. The New English Bible
3. The Sensuous Woman, "J"
4. Better Homes and Gardens Fondue and Tabletop Cooking
5. Up the Organization, Robert Townsend
6. Ball Four, Jim Bouton
7. American Heritage Dictionary of the English Language, William Morris
8. Body Language, Julius Fast
9. In Someone's Shadow, Rod McKuen
10. Caught in the Quiet, Rod McKuen

### Any1971
Ficció

1. Wheels, Arthur Hailey
2. The Exorcist, William P. Blatty
3. The Passions of the Mind, Irving Stone
4. The Day of the Jackal, Frederick Forsyth
5. The Betsy, Harold Robbins
6. Message from Malaga, Helen MacInnes
7. The Winds of War, Herman Wouk
8. The Drifters, James A. Michener
9. The Other, Thomas Tryon
10. Rabbit Redux, John Updike

No Ficció 

1. The Sensous Man, "M"
2. Bury My Heart at Wounded Knee, Dee Brown
3. Better Homes and Gardens Blender Cook Book
4. I'm O.K., You're O.K., Thomas Harris
5. Any Woman Can!, David Reuben, M.D.
6. Inside the Third Reich, Albert Speer
7. Eleanor and Franklin, Joseph P. Lash
8. Wunnerful, Wunnerful!, Lawrence Welk
9. Honor Thy Father, Gay Talese
10. Fields of Wonder, Rod McKuen

### Any1972
Ficció

1. Jonathan Livingston Seagull, Richard Bach
2. August, 1914, Aleksandr Soljenitsin
3. The Odessa File, Frederick Forsyth
4. The Day of the Jackal, Frederick Forsyth
5. The Word, Irving Wallace
6. The Winds of War, Herman Wouk
7. Captains and the Kings, Taylor Caldwell
8. Two from Galilee, Marjorie Holmes
9. My Name Is Asher Lev, Chaim Potok
10. Semi-Tough,

No Ficció 

1. The Living Bible, Kenneth Taylor
2. I'm O.K., You're O.K., Thomas Harris
3. Open Marriage, Nena and George O'Neill
4. Harry S. Truman, Margaret Truman
5. Dr. Atkins' Diet Revolution, Robert C. Atkins
6. Better Homes and Gardens Menu Cook Book
7. The Peter Prescription, Laurence J. Peter
8. A World Beyond, Ruth Montgomery
9. Journey to Ixtlan, Carlos Castaneda
10. Better Homes and Gardens Low-Calorie Desserts

### Any1973
Ficció

1. Jonathan Livingston Seagull, Richard Bach
2. Once Is Not Enough, Jacqueline Susann
3. Breakfast of Champions, Kurt Vonnegut
4. The Odessa File, Frederick Forsyth
5. Burr, Gore Vidal
6. The Hollow Hills, Mary Stewart
7. Evening in Byzantium, Irwin Shaw
8. The Matlock Paper, Robert Ludlum
9. The Billion Dollar Sure Thing, Paul E. Erdman
10. The Honorary Consul, Graham Greene

No Ficció 

1. The Living Bible, Kenneth Taylor
2. Dr. Atkins' Diet Revolution, Robert C. Atkins
3. I'm O.K., You're O.K., Thomas Harris
4. The Joy of Sex, Alex Comfort
5. Weight Watchers Program Cookbook, Jean Nidetch
6. How To Be Your Own Best Friend, Mildred Newman, i cols.
7. The Art of Walt Disney, Christopher Finch
8. Better Homes and Gardens Home Canning Cookbook
9. Alistair Cooke's America, Alistair Cooke
10. Sybil, Flora R. Schreiber

### Any1974
Ficció

1. Centennial, James A. Michener
2. Watership Down, Richard Adams
3. Jaws, Peter Benchley
4. Tinker, Tailor, Soldier, Spy, John Le Carré
5. Something Happened, Joseph Heller
6. The Dogs of War, Frederick Forsyth
7. The Pirate, Harold J. Robbins
8. I Heard the Owl Call My Name, Margaret Craven
9. The Seven-Per-Cent Solution, John H. Watson, M.D.
10. The Fan Club, Irving Wallace

No Ficció 

1. The Total Woman, Marabel Morgan
2. All the President's Men, Carl Bernstein and Bob Woodward
3. Plain Speaking: An Oral Biography of Harry S. Truman, Merle Miller
4. More Joy: A Lovemaking Companion to The Joy of Sex, Alex Comfort
5. Alistair Cooke's America, Alistair Cooke
6. Tales of Power, Carlos A. Castaneda
7. You Can Profit from a Monetary Crisis, Harry Browne
8. All Things Bright and Beautiful, James Herriot
9. The Bermuda Triangle, Charles Berlitz amb J. Manson Valentine
10. The Memory Book, Harry Lorayne i Jerry Lucas

### Any1975
Ficció

1. Ragtime, E. L. Doctorow
2. The Moneychangers, Arthur Hailey
3. Curtain, Agatha Christie
4. Looking for Mister Goodbar, Judith Rossner
5. The Choirboys, Joseph Wambaugh
6. The Eagle Has Landed, Jack Higgins
7. The Greek Treasure: A Biographical Novel of Henry and Sophia Schliemann, Irving Stone
8. The Great Train Robbery, Michael Crichton
9. Shogun, James Clavell
10. Humboldt's Gift, Saul Bellow

No Ficció 

1. Angels: God's Secret Agents, Billy Graham
2. Winning Through Intimidation, Robert Ringer
3. TM: Discovering Energy and Overcoming Stress, Harold H. Bloomfield
4. The Ascent of Man, Jacob Bronowski
5. Sylvia Porter's Money Book, Sylvia Porter
6. Total Fitness in 30 Minutes a Week, Laurence E. Morehouse i Leonard Gross
7. The Bermuda Triangle, Charles Berlitz amb J. Manson Valentine
8. The Save-Your-Life Diet, David Reuben
9. Bring on the Empty Horses, David Niven
10. Breach of Faith: The Fall of Richard Nixon, Theodore H. White

### Any1976
Ficció

1. Trinity, Leon Uris
2. Sleeping Murder, Agatha Christie
3. Dolores, Jacqueline Susann
4. Storm Warning, Jack Higgins
5. The Deep, Peter Benchley
6. 1876, Gore Vidal

# Slapstick: or, Lonesome No More!, Kurt Vonnegut 
1. The Lonely Lady, Harold Robbins
2. Touch Not the Cat, Mary Stewart
3. A Stranger in the Mirror, Sidney Sheldon

No Ficció 

1. The Final Days, Bob Woodward i Carl Bernstein
2. Roots, Alex Haley
3. Your Erroneous Zones, Dr. Wayne W. Dyer
4. Passages: The Predictable Crises of Adult Life, Gail Sheehy
5. Born Again, Charles W. Colson
6. The Grass ls Always Greener over the Septic Tank, Erma Bombeck
7. Angels: God's Secret Agents, Billy Graham
8. Blind Ambition: The White House Years, John Dean
9. The Hite Report: A Nationwide Study of Female Sexuality, Shere Hite
10. The Right and the Power: The Prosecution of Watergate, Leon Jaworski

### Any1977
Ficció

1. The Silmarillion, J.R.R. Tolkien; Christopher Tolkien
2. The Thorn Birds, Colleen McCullough
3. Illusions: The Adventures of a Reluctant Messiah, Richard Bach
4. The Honourable Schoolboy, John Le Carré
5. Oliver's Story, Erich Segal
6. Dreams Die First, Harold Robbins
7. Beggarman, Thief, Irwin Shaw
8. How To Save Your Own Life, Erica Jong
9. Delta of Venus: Erotica, Anaïs Nin
10. Daniel Martin, John Fowles

No Ficció 

1. Roots, Alex Haley
2. Looking Out for #1, Robert Ringer
3. All Things Wise and Wonderful, James Herriot
4. Your Erroneous Zones, Dr. Wayne W. Dyer
5. The Book of Lists, David Wallechinsky, Irving Wallace, i Amy Wallace
6. The Possible Dream: A Candid Look at Amway, Charles Paul Conn
7. The Dragons of Eden: Speculations on the Evolution of Human Intelligence, Carl Sagan
8. The Second Ring of Power, Carlos Castaneda
9. The Grass ls Always Greener over the Septic Tank, Erma Bombeck
10. The Amityville Horror, Jay Anson

### Any1978
Ficció

1. Chesapeake, James A. Michener
2. War and Remembrance, Herman Wouk
3. Fools Die, Mario Puzo
4. Bloodlines, Sidney Sheldon
5. Scruples, Judith Krantz
6. Evergreen, Belva Plain
7. Illusions: The Adventures of a Reluctant Messiah, Richard Bach
8. The Holcroft Covenant, Robert Ludlum
9. Second Generation, Howard Fast
10. Eye of the Needle, Ken Follett

No Ficció 

1. If Life Is a Bowl of Cherries--What Am I Doing in the Pits?, Erma Bombeck
2. Gnomes, Wil Huygen i Rien Poortvliet
3. The Complete Book of Running, James Fixx
4. Mommie Dearest, Christina Crawford
5. Pulling Your Own Strings, Dr. Wayne W. Dyer
6. RN: The Memoirs of Richard Nixon, Richard Nixon
7. A Distant Mirror: The Calamitous Fourteenth Century, Barbara Tuchman
8. Faeries, Brian Froud i Alan Lee
9. ln Search of History: A Personal Adventure, Theodore H. White
10. The Muppet Show Book, the Muppet People

### Any1979
Ficció

1. The Matarese Circle, Robert Ludlum
2. Sophie's Choice, William Styron
3. Overload, Arthur Hailey
4. Memories of Another Day, Harold Robbins
5. Jailbird, Kurt Vonnegut
6. The Dead Zone, Stephen King
7. The Last Enchantment, Mary Stewart
8. The Establishment, Howard Fast
9. The Third World War: August 1985, Gen. Sir John Hackett, i cols.
10. Smiley's People, John Le Carré

No Ficció 

1. Aunt Erma's Cope Book, Erma Bombeck
2. The Complete Scarsdale Medical Diet, Herman Tarnower, M.D.,i Samm Sinclair Baker
3. How to Prosper During the Coming Bad Years, Howard J. Ruff
4. Cruel Shoes, Steve Martin
5. The Pritikin Program for Diet and Exercise, Nathan Pritikini Patrick McGrady Jr.
6. White House Years, Henry Kissinger
7. Lauren Bacall By Myself, Lauren Bacall
8. The Brethren: Inside the Supreme Court, Bob Woodward i Scott Armstrong
9. Restoring the American Dream, Robert J. Ringer
10. The Winner's Circle, Charles Paul Conn